# Barbula bulbiformis
Barbula bulbiformis är en bladmossart som beskrevs av Bridel 1826. Barbula bulbiformis ingår i släktet neonmossor, och familjen Pottiaceae. Inga underarter finns listade i Catalogue of Life.